# ノースリバートンネル
ノースリバートンネル（North River Tunnels）は、ニューヨークペンシルベニア駅とニュージャージー州ウィーホーケンを結ぶ鉄道専用トンネル。
2006年現在、ピーク時にはトンネルキャパシティの100%稼働となっている。

## 隣接する橋/トンネル
- 上流のトンネル：　リンカーントンネル　Lincoln Tunnel (I-495)
- 下流のトンネル：　アップタウン・ハドソン・チューブ　Uptown Hudson Tubes (PATH)